# Руско-кримски ратови
Руско-кримски рат 1571—1572. (рус. Русско-крымские войны) је назив за низ сталних напада Кримског каната, тадашње вазалне државе Османског царства, на тадашњу Велику московску кнежевину и њену наследницу Руско царство. Овај покушај Османског царства и њеног вазала Кримског каганата, да трајно униште Велику московску кнежевину, после две године борби завршен је неуспехом. Иако је почетак рата, био неповољан за Русе, када је спаљена Москва , Руси су на крају, протерали успешно окупаторе, одбранивши свој центар државности Москву још једном.

### Ток рата
Инвазија Кримских Татара на Велику Московску кнежевину почела је 1507, након смрти московског великог кнеза Ивана III, када су Кримски Татари отпочели са нападима на руске градове Белев и Козелск. Јужна граница Русије у 16. веку према дивљој степи, налазила се код града Рјазана на удаљености од свега 190 км од Москве. То је била врло несигурна граница, на којој су Руси држали 65 хиљада војника, у бројним утврђењима. Али и поред тога долазило је до учесталих провала из Кримског каната на територију Русије, што је било праћено паљењим градова и одвођењем људи у ропство, након чега су касније продавани по пијацама на Криму. Тако су многи хришћани доспевали преко, кримских похода путем трговине робљем на пијаце Константинопоља, где су продавани Турцима и другима, после сваког успешног татарског похода. Чак је и жена једног од највећих турских султана, Сулејмана величанственог , Роксалана иначе рођена као хришћанка одведена преко Крима у турско ропство.

## Борбе у току 1570. године
Кримски Татари су страшно разорили Рјазањ - 1570. погранично утврђење и град који је чувао прилазе према Москви, али ипак тај град у том моменту није успео пружити снажнији отпор.

## Борбе током 1571. године
У мају 1571, једна снажна војска од 120.000 кримских и турских војника (80.000 Татара, 33.000 турских башибозука и 7.000 јањичара) под водсвом Кримског кана Девлета I Гераја, заједно са великом и малом ногајском хордом и черкеском војском заобишла је град Серпухов и обрамбена утврђења на реци Оки, прешла реку Угру и опколила бок руске војске који је бројао 6.000 људи. Кримско турска војска убрзо је сломила отпор Руса, који нису имали снага да зауставе провалу Кримских трупа. Руска војска повукла се у Москву, за војском је кренула и маса сељака који су сви побегли унутрашњост утврђења града Москве.
Кримска војска палила је и рушила незаштићене градове и села око Москве, а затим су запалили предграђа Москве. Због јаког ветра, ватра се брзо проширила. У граду је настала паника и стампедо од избезумљених људи који су јурнули према северној капији Кремља, али многи су погинули у овом страшном нереду. Паника је захватила и војнике који су се изгубили у маси, у пожару је погинуо и принц Бељски (Гедиминович).
У року од три сата, скоро цела Москва је у потпуности изгорела. Следећи дан, Кримска војска пљачкала је град.
Османлије су одвеле у ропство 150.000 Руса. Савременици су говорили о 100.000 жртава Кримске инвазије из 1571.
Папски нунције Антонио Посевино био је сведок разарања, он је у својим списима навео да 1580. Москва нема више од 30.000 становника, иако је још 1520. у Москви живело око 100.000 становника.

## Борбе у току 1572. године
Након паљења Москве, Кримски кан Девлет I Герај, развио је свој план о потпуном освајању Велике московске кнежевине, који је подржан од стране Османског царства. Већ следеће године, он је поново кренуо са великом војском од 120.000 Кримских Татара и Турака на Русију, али је одбијен у Бици код Молодија (рус. Молодинская битва), од руске војске коју су водили војводе Михајла Воротинског и Дмитрија Хворостинина.